# Ligescourt
Ligescourt é uma comuna francesa na região administrativa de Altos da França, no departamento de Somme. Estende-se por uma área de 5,12 km². Em 2010 a comuna tinha 224 habitantes (densidade: 43,8 hab./km²).